# Vol LAM Mozambique Airlines 470
Le 29 novembre 2013, le vol LAM Mozambique Airlines 470, un vol international régulier assuré par un Embraer 190 de la compagnie aérienne mozambicaine LAM Mozambique Airlines, partant de l'aéroport international de Maputo, au Mozambique, et à destination de l'aéroport international Quatro de Fevereiro de Luanda, en Angola, s'est écrasé dans le parc national de Bwabwata, en Namibie, à mi-parcours de son vol, tuant les vingt-sept passagers et les six membres d'équipage à bord ,. 
L’enquête de l'Institut de l'aviation civile du Mozambique (en) (IACM) a conclu que le commandant de bord a volontairement écrasé l’avion  ; la Direction des enquêtes sur les accidents aériens de Namibie (en) (DAAI) a convenu avec l'IACM que l'actionnement des commandes de vol par le commandant de bord, ayant conduit à l'impact de l'avion avec le sol, était la cause probable de l'accident. 
Moins d'un an et demi plus tard, le vol Germanwings 9525 s'est écrasé en France, à la suite d'un même acte volontaire de la part du copilote, faisant 150 victimes.

## Avion
L'appareil impliqué est un Embraer 190 âgé d'un an, immatriculé C9-EMP (numéro de série 581) et nommé « Chaimite » ; il a été fabriqué en octobre 2012 avant d'être livré à LAM Mozambique Airlines le 17 novembre 2012. Il avait depuis accumulé 2 905 heures de vol et 1 877 cycles (décollage/atterrissage). Ce biréacteur court/moyen-courrier était propulsé par deux moteurs General Electric CF34-10E et sa dernière inspection de maintenance datait du 28 novembre 2013, soit la veille de l’accident.

## Passagers et équipage
LAM Mozambique Airlines a confirmé qu'il y avait au total trente-trois personnes à bord (vingt-sept passagers et six membres d'équipage). Le commissaire adjoint des forces de police namibiennes, Willy Bampton, a déclaré qu'il n'y avait aucun survivant et que l'avion était "complètement brûlé, en cendres."
| Nationalité | Total |
| ----------- | ----- |
| Mozambique  | 10    |
| Angola      | 9     |
| Portugal    | 5     |
| France      | 1     |
| Brésil      | 1     |
| Chine       | 1     |
| Total       | 27    |

L'équipage était composé de deux pilotes, de trois agents de cabine et d'un technicien. Le commandant de bord, Herminio dos Santos Fernandes (49 ans), cumulait plus de 9 000 heures de vol au total, dont 2 519 en Embraer E190. Le copilote, Grácio Gregório Chimuquile (24 ans), accumulait environ 1 400 heures de vol, dont 101 heures sur Embraer E190.

## Déroulement des faits
Le vol 470 décolle a 9 h 26 UTC de Maputo, au Mozambique, et devait atterrir à Luanda, capitale de l’Angola, à 13 h 10 UTC .
Alors qu'il volait à environ 38 000 pieds (11 582 mètres) dans l'espace aérien botswanais, à mi-chemin entre Maputo et Luanda, l'Embraer 190 a commencé à perdre rapidement de l'altitude. L'avion est descendu rapidement, à une vitesse d'environ 100 pieds (30 mètres) par seconde. La trajectoire de l'avion a été perdue par les écrans à 3 000 pieds (914 mètres) au-dessus du niveau de la mer, après environ six minutes de perte d'altitude . 
Peu de temps après, le vol 470 s'est écrasé dans le parc national de Bwabwata. La violence du choc a complètement détruit l'avion et tué instantanément les trente-trois personnes présentes à bord ,. L'épave de l'appareil est éparpillée sur une faible surface, ce qui montre que l'avion a heurté le sol violemment avec une vitesse verticale élevée .
Le dernier contact avec le contrôle aérien a été établi à 11 h 30 UTC, au-dessus du nord de la Namibie. Les conditions météorologiques étaient alors mauvaises au moment de l'accident, avec de fortes pluies à proximité de la trajectoire de vol de l'avion.

## Enquête
Les deux enregistreurs de vol, l'enregistreur phonique (CVR) et l'enregistreur de paramètres (FDR), ont été récupérés dans les quatre jours suivant l'accident et ont ensuite été envoyés au Conseil national de la sécurité des transports américain (NTSB) pour la lecture des données.
Le 21 décembre 2013, le directeur de Institut de l'aviation civile du Mozambique (en) (IACM), João Abreu, a présenté le rapport d'enquête préliminaire, selon lequel le commandant Herminio dos Santos Fernandes a eu l'"intention claire" de faire s'écraser l'avion en changeant manuellement les paramètres du pilote automatique, ce qui fait par conséquent de l'accident un acte de suicide en avion . 
L'altitude prévue de l'avion aurait été modifiée à trois reprises, passant de 38 000 pieds à 592 pieds (180 mètres), ce dernier niveau étant en dessous du niveau du sol,. La vitesse aurait également été réglée manuellement . L'enregistreur phonique a également capté plusieurs alarmes qui se sont déclenchées pendant la descente, ainsi que des coups répétés contre la porte, provenant du copilote, qui a été bloqué hors du poste de pilotage .
Contrairement à la réglementation de LAM Mozambique Airlines, aucun membre d'équipage de cabine ne s'est rendu dans le cockpit pendant l'absence du copilote, le commandant se retrouvant donc seul à ce moment-là,.
L'enquête sur le commandant Fernandes a révélé qu'il avait subi de mauvais événements personnels avant l'accident. Son fils était mort dans un présumé suicide en novembre 2012 et Fernandes n'avait pas assisté à ses funérailles. Sa fille était hospitalisée pour une chirurgie cardiaque au moment de l'accident. Sa procédure de divorce traînait en longueur, depuis plus d'une décennie.
Le 15 avril 2016, le DAAI a publié son rapport final constatant que les entrées dans les systèmes de vol automatique par la personne soupçonnée d'être le commandant de bord, restée seule dans le cockpit lorsque le copilote s'est rendu aux toilettes, a provoqué la fin du vol de croisière, la transition vers une descente contrôlée et prolongée, puis l'accident .

## Médias
L'accident a fait l'objet d'un épisode dans la série télévisée Air Crash nommé « Un tueur dans le cockpit » (saison 20 - épisode 8) ,qui pourrait être trouvée sur dailymotion.